# Parafia św. Wawrzyńca w Mingajnach
Parafia świętego Wawrzyńca w Mingajnach – parafia rzymskokatolicka znajdująca się w archidiecezji warmińskiej, w dekanacie Orneta.